# Georgian Idol
Georgian Idol (in lingua georgiana: საქართველოს ვარსკვლავი) è stato un talent show georgiano che consiste in una competizione canora fra concorrenti scelti per mezzo di audizioni e selezioni effettuate da giudici e, nelle fasi finali, dal pubblico, tramite televoto.
Il programma è stato creato nel 2019 come processo di selezione del rappresentante nazionale all'Eurovision Song Contest; ha mantenuto la stessa funzione anche per la successiva edizione.

## Edizioni

### Prima edizione (2019)
L'edizione inaugurale di Georgian Idol è durata dal 5 gennaio al 3 marzo 2019. I quattro giudici sono stati Tinatin Berdzenishvili, Stephane Mgebrishvili, Natia Todua e Zaza Shengelia. Dieci concorrenti si sono sfidati ogni settimana fino ad arrivare alla finale, dove ai quattro rimanenti sono state assegnate tre canzoni in lingua georgiana. Il pubblico ha scelto Oto Nemsadze come vincitore tramite televoto. Ha cantato Sul tsin iare sul palco dell'Eurovision Song Contest 2019 a Tel Aviv nel maggio successivo, ma non si è qualificato per la finale.

#### Tabella delle eliminazioni
| – | Il concorrente è fra gli ultimi due o tre         |
| – | Il concorrente è stato eliminato                  |
| – | Il concorrente ha vinto il televoto della puntata |

| Concorrente          | 26 gennaio | 2 febbraio             | 9 febbraio             | 16 febbraio            | 23 febbraio            | 3 marzo                |
| -------------------- | ---------- | ---------------------- | ---------------------- | ---------------------- | ---------------------- | ---------------------- |
| Oto Nemsadze         | 1º 14,84%  | 1º 21,90%              | 2º 22,57%              | 2º 23,09%              | 2º 27,23%              | 1º 44,13%              |
| Liza Kalandadze      | 3ª 12,97%  | 2ª 19,42%              | 1ª 24,05%              | 1ª 33,03%              | 1ª 30,18%              | 2ª 35,51%              |
| Giorgi Nakashidze    | 7º 7,39%   | 6º 9,25%               | 3º 11,98%              | 3º 12,59%              | 3º 14,51%              | 3º 11,06%              |
| Giorgi Pruidze       | 6º 8,93%   | 4º 9,87%               | 5º 10,96%              | 4º 10,44%              | 4º 14,35%              | 4º 9,30%               |
| Nini Tsnobiladze     | 8ª 7,14%   | 5ª 9,79%               | 6ª 9,93%               | 5ª 10,39%              | 5ª 13,73%              | Eliminata (5ª puntata) |
| Tamar Lachkhepiani   | 2ª 13,57%  | 3ª 12,94%              | 4ª 11,59%              | 6ª 9,65%               | Eliminata (4ª puntata) | Eliminata (4ª puntata) |
| Ikako Aleksidze      | 5º 11,28%  | 7º 8,73%               | 7º 8,92%               | Eliminato (3ª puntata) | Eliminato (3ª puntata) | Eliminato (3ª puntata) |
| Dima Kobeshavidze    | 4º 12.15%  | 8º 8,10%               | Eliminato (2ª puntata) | Eliminato (2ª puntata) | Eliminato (2ª puntata) | Eliminato (2ª puntata) |
| Mariam Kakhelishvili | 9ª 6,44%   | Eliminata (1ª puntata) | Eliminata (1ª puntata) | Eliminata (1ª puntata) | Eliminata (1ª puntata) | Eliminata (1ª puntata) |
| Beso Nemsadze        | 10º 5,29%  | Eliminato (1ª puntata) | Eliminato (1ª puntata) | Eliminato (1ª puntata) | Eliminato (1ª puntata) | Eliminato (1ª puntata) |

### Seconda edizione (2019)
La seconda edizione di Georgian Idol è iniziata il 26 ottobre 2019, e si è conclusa il successivo 31 dicembre. I quattro giudici sono stati Tinatin Berdzenishvili e Natia Todua, già presenti nell'edizione precedente, più il musicista e compositore Davit Evgenidze e il pianista David Aladashvili. Il vincitore rappresenterà il paese all'Eurovision Song Contest 2020, ma contrariamente alla prima edizione, la sua canzone verrà selezionata internamente successivamente.

#### Tabella delle eliminazioni
| – | Il concorrente è fra gli ultimi due o tre         |
| – | Il concorrente è stato eliminato                  |
| – | Il concorrente ha vinto il televoto della puntata |

| Concorrente         | 16 novembre | 23 novembre            | 30 novembre            | 7 dicembre             | 14 dicembre            | 21 dicembre            | 31 dicembre            |
| ------------------- | ----------- | ---------------------- | ---------------------- | ---------------------- | ---------------------- | ---------------------- | ---------------------- |
| Tornik'e Kipiani    | 2º 14,50%   | 1º 19,13%              | 1º 21,17%              | 1º 24,05%              | 1º 29,09%              | 1º 31,88%              | 1º 33,82%              |
| Barbara Samkharadze | 3ª 12,91%   | 3ª 12,11%              | 2ª 14,75%              | 2ª 15,15%              | 2ª 17,75%              | 2ª 22,42%              | 2ª 31,18%              |
| Tamar Kakalashvili  | 1ª 16,53%   | 2ª 15,71%              | 3ª 14,64%              | 4ª 13,79%              | 4ª 13,64%              | 3ª 16,20%              | 3ª 18,38%              |
| Mariam Gogiberidze  | 6ª 8,80%    | 6ª 8,69%               | 7ª 9,91%               | 3ª 14,06%              | 3ª 13,68%              | 4ª 15,28%              | 4ª 16,62%              |
| Davit Rusadze       | 4º 11,91%   | 4º 10,23%              | 5º 10,01%              | 6º 10,79%              | 5º 13,01%              | 5° 14,22%              | Eliminato (6ª puntata) |
| Mariam Shengelia    | 5ª 10,31%   | 5ª 8,72%               | 6ª 9,98%               | 5ª 12,26%              | 6ª 12,83%              | Eliminata (5ª puntata) | Eliminata (5ª puntata) |
| Anri Guchmanidze    | 7º 8,64%    | 8º 8,64%               | 4º 10,01%              | 7º 9,90%               | Eliminato (4ª puntata) | Eliminato (4ª puntata) | Eliminato (4ª puntata) |
| Nika Kalandadze     | 9ª 5,70%    | 7ª 8,68%               | 8ª 9,53%               | Eliminata (3ª puntata) | Eliminata (3ª puntata) | Eliminata (3ª puntata) | Eliminata (3ª puntata) |
| Liza Sengelia       | 8ª 8,15%    | 9ª 8,09%               | Eliminata (2ª puntata) | Eliminata (2ª puntata) | Eliminata (2ª puntata) | Eliminata (2ª puntata) | Eliminata (2ª puntata) |
| Merab Amzoevi       | 10º 2,55%   | Eliminato (1ª puntata) | Eliminato (1ª puntata) | Eliminato (1ª puntata) | Eliminato (1ª puntata) | Eliminato (1ª puntata) | Eliminato (1ª puntata) |